# Joe Louis Walker
Joe Louis Walker (25. prosince 1949 San Francisco, Kalifornie, USA – 30. dubna 2025) byl americký bluesový kytarista a zpěvák.
Na kytaru začal hrát v osmi letech. Vedle jiných ho ovlivnili například T-Bone Walker, James Brown nebo B. B. King.
Své první album nazvané Cold Is The Night vydal v roce 1986 u vydavatelství HighTone Records. Do roku 2015 vydal řadu sólových alb, tím posledním je Everybody Wants a Piece z roku 2015. Na jeho albu Great Guitars z roku 1997 vedle něj hrají například Taj Mahal, Bonnie Raitt nebo Buddy Guy.
V roce 2013 byl uveden do Blues Hall of Fame.